# Эликсиры Сатаны
«Эликсиры Сатаны» или «Эликсиры Дьявола» (нем. Die Elixiere des Teufels) — роман Э. Т. А. Гофмана.

## Сюжет
Монах Медард, ведущий рассказ, не может противостоять искушению отведать дьявольский эликсир, который пробуждает в нём низменные страсти. Предметом его вожделения становится прекрасная Аврелия. По наущению своего теневого двойника Медард совершает преступление за преступлением, включая убийства. Он даже покушается на жизнь Аврелии, которая должна стать его женой, хотя на деле приходится ему сестрой. Наконец он раскаивается в своих преступлениях и несёт епитимью, наложенную на него приором монастыря, которая заключается в написании летописи своей жизни.

## Анализ
Сюжет романа навеян «Монахом» Льюиса. Произведение стилизовано под популярный в то время готический роман, однако носит черты пародии на этот жанр и относится по стилю к зрелому романтизму. Гротескные образы произведения отражают очередной этап развития стилистики Гофмана, по авторскому определению, «в манере Калло».
Произведение отличает значительная роль религиозных мотивов для развития сюжета, что не свойственно для творчества Гофмана. Отчасти это связано с тем, что роман предназначался для массового читателя. В романе нашло своё отражение увлечение Гофмана музыкой, живописью и архитектурой. Лейтмотивом в романе проходит тема зловещего двойника, к которой писатель неоднократно обращался.
Происхождение сосудов в книге Гофмана ассоциируется с житием преподобного Антония, в то время как в реальности подобный случай описан про преподобного Марка (см. «Пролог» прот. Виктора Гурьева за 10/23 февраля).

## Влияние
Первое издание «Эликсиров Сатаны» опубликовано в двух книгах карманного формата в Берлине в 1815 и 1816 годах. В 1827, через пять лет после смерти автора, роман был переиздан. С тех пор неоднократно переиздавался. Генрих Гейне, прочитав роман Гофмана, писал:

«В „Эликсире дьявола“ заключено самое страшное и самое ужасающее, что только способен придумать ум. Как слаб в сравнении с этим „Монах“ Льюиса, написанный на ту же тему. Говорят, один студент в Геттингене сошёл с ума от этого романа».
На английский язык роман первым перевёл шотландец Роберт Пирс Джиллис. Его перевод появился в печати в июне 1824 года. В том же месяце его приятель Джеймс Хогг опубликовал роман «Исповедь оправданного грешника», в котором мотивы книги Гофмана перенесены в Шотландию, а загадочный двойник истолкован как порождение преступного сознания, на которое главный герой возлагает ответственность за свои неблаговидные поступки и импульсы.
На русский язык роман был переведён три раза. Первый перевод В. Л. Ранцова был издан в 1897 году в составе полного собрания сочинений Гофмана. Второй перевод был осуществлён Н. А. Славятинским для издания романа в 1984 в серии «Литературные памятники». Третий перевод выполнен В. Б. Микушевичем для собрания сочинений Гофмана и издан в 1994 году. Роман был одной из любимых книг В. Брюсова, который ориентировался на него при работе над «Огненным ангелом».

## Экранизации
- 1973 — Эликсир дьявола (Чехословакия/ГДР)